# L'odalisca (Fortuny, 1861)
L'odalisca és una pintura a l'oli sobre cartró, realitzada per Marià Fortuny el 1861 a Roma i que actualment s'exposa al Museu Nacional d'Art de Catalunya, de Barcelona.
La beca de pensionat de pintura, obtinguda per Fortuny l'any 1857, va comportar l'obligació de realitzar, durant el temps d'estada a Roma, una sèrie d'obres que l'artista estava obligat a enviar la Diputació Provincial de Barcelona. El compromís contret consistia en el lliurament de diverses composicions, fonamentalment estudis acadèmics de figures dibuixades, una còpia d'un quadre d'autor clàssic i una composició a l'oli de la seva invenció sobre un «assumpte de la història general de Catalunya». En cap cas no es dedueix de la documentació conservada que L'odalisca figurés entre la relació d'encàrrecs de pensionat, i tanmateix la pintura, datada a Roma el 1861, va passar a convertir-se en la primera obra enviada a la Diputació, el 14 de febrer de 1862, acompanyada d'una carta del pintor.
Sembla clar que Fortuny va alterar, segons la seva conveniència, la temàtica fixada per la corporació provincial. Indubtablement, en aquest canvi va influir decisivament la primera visita al nord del Marroc, realitzada el 1860.

## Autor

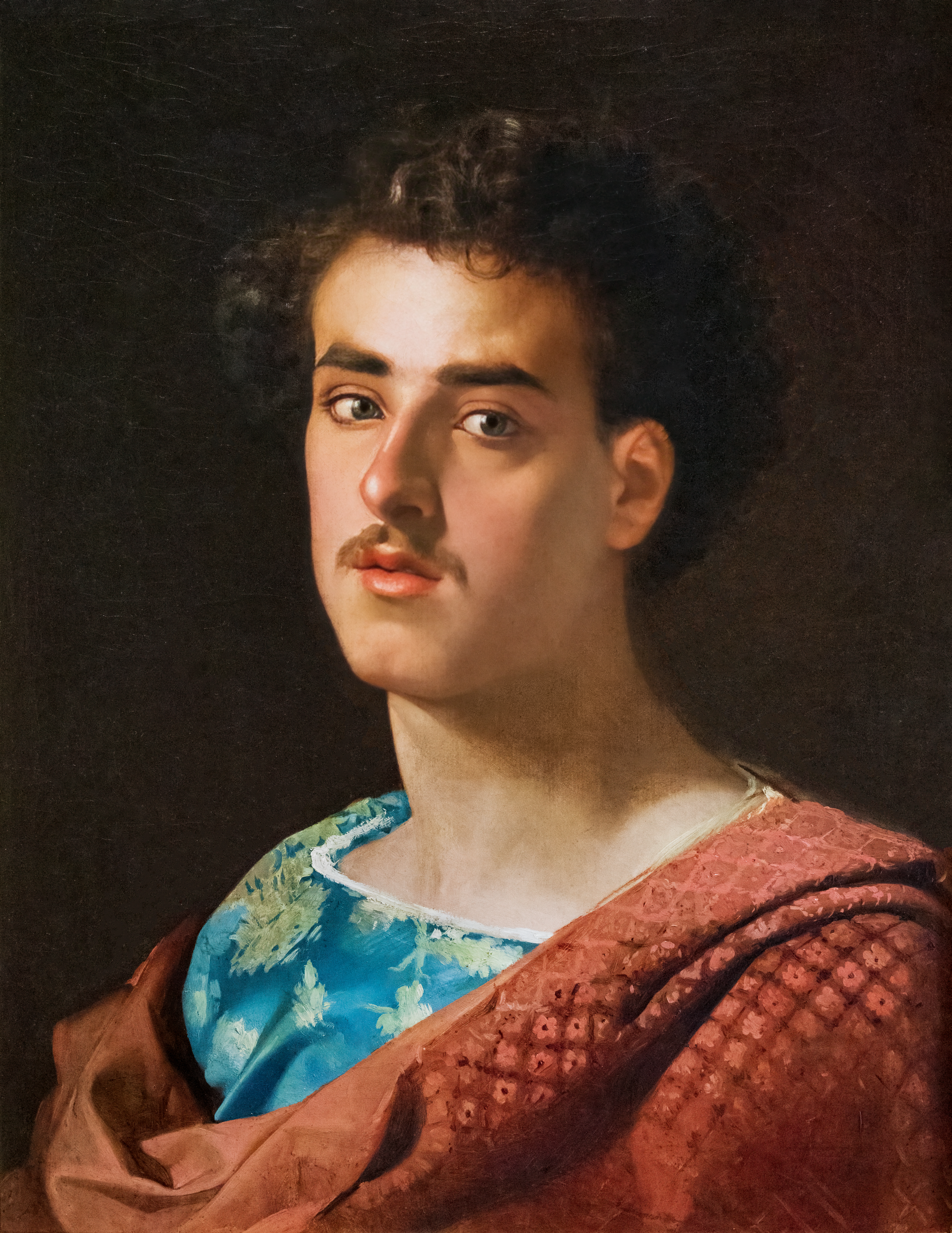
Autoretrat de Marià Fortuny.

Marià Fortuny i Marsal (Reus, 1838 - 1874, Roma) és un artista rellevant del món artístic català gràcies al seu talent i versatilitat artística. No tan sols va arribar a ser un gran artista pel seu talent, també el va ajudar a arribar fins on estava el fet de rebre moltes influències d'altres artistes i d'aconseguir inspiracions en viatges (Itàlia, Marroc, Granada, París, etc.). A més, des de la seva infància Marià rep estímuls relacionats amb l'art per la influència artística de la seva família: per una banda, el seu pare era fuster de talles i altars, i, per altra banda, el seu avi patern era propietari d'un museu ambulant de figures de cera. La vida de Marià no va ser fàcil, des de ben jove es va quedar orfe i va ser criat pel seu avi patern. A causa d'això, la seva economia no era gaire bona, però va poder seguir la seva formació artística combinant-la amb petits encàrrecs artístics que li suposaven una font petita d'ingressos. Aquests encàrrecs els va fer fins que va aconseguir rebre una beca a la Diputació de Barcelona que va demanar el seu avi.
Quant a la seva formació artística, va començar aviat, amb tan sols nou anys, quan assistia a l'escola pública de dibuix de Reus. Tot seguit, va continuar els seus estudis a Barcelona, on va estudiar a l'escola de la Llotja de Barcelona. Durant aquesta etapa, els retrats i paisatges eren els seus temes destacats. L'any 1857 després de ser-li concebuda la beca de la Diputació de Barcelona, inicia la seva formació a Roma. Durant la seva estada a Itàlia, inicialment es va dedicar a l'estudi de la còpia de models masculins a l'Acadèmia Gigi i d'estatuària clàssica de les sales de l'Acadèmia Francesa de Villa Medici.
Al cap de poc temps, va tenir l'oportunitat d'anar al nord d'Àfrica on el seu estil artístic va fer un gran canvi. Es va traslladar a Tetuan l'any 1860 per realitzar dibuixos i esbossos, dos anys després, el 1862, va viatjar al Marroc, on s'integrava amb la cultura aprenent l'idioma i vestint-se amb la indumentària local per fer-se passar com a nadiu. Durant aquesta etapa, realitza les seves obres més conegudes com són La Odalisca i Il Contino. Fer aquests viatges li brinda a Marià més coneixements en el color i els efectes de llum. A més, durant el seu trajecte va tenir l'oportunitat de conèixer persones importants, que li farien ressaltar el seu estatus, com per exemple, Paris Adolphe Goupil i Federico de Madrazo (director del Museu del Prado).
Fortuny, com s'ha esmentat prèviament, va obtenir una beca, fet que el convertia en pensionat de la Diputació de Barcelona, i això l'obligava a haver de realitzar diversos treballs a Roma. Gràcies al seu talent i contactes, va ser considerat d'un cert renom a Roma i considerat com un dels millors artistes de Catalunya.
L'any 1867 va començar una nova etapa en la qual va tornar a Madrid i es va casar amb Cecilia de Madrazo, filla del retratista Federico de Madrazo. En aquesta estada a Madrid va ampliar els seus coneixements amb artistes com Goya, Velázquez, Ribiera i Fuentedetodos. El coneixement assolit amb Goya es veu reflectit en una de les seves obres que va realitzar a París, La vicaria (1869), una de les obres més ben pagades de Fortuny.
A partir de l'any 1870, va començar una nova vida a Granada, on veure's rodejat de naturalesa el va impulsar a iniciar un nou estil de pintura. També es va interessar per l'estil més oriental i lliure en els seus últims anys de vida, no centrar-se tant en els gustos dels clients. A més, durant aquest temps a Granada va aprendre tècniques de restauració d'obres com la Forja i l'esmalt de reflexos metàl·lics.
Finalment, va morir el 21 de juny de 1874 a Roma a causa d'una malària, i va ser enterrat al cementiri de San Lorenzo a Campo Varano. Tal va ser la seva fama que fins i tot es van exposar les seves restes a l'església de Santa Maria del Popolo. De forma pòstuma, la majoria del seu art es va vendre en subhastes i es va dispersar.

## Història de l'obra
Marià Fortuny va realitzar l'obra de l'Odalisca mentre era pensionat de pintura a Roma per l'Acadèmia Provincial de Belles arts de Barcelona. Aquesta pintura la va executar l'any 1861, quan tenia tan sols vint-i-tres anys, i va ser la primera que va entregar a la Diputació de Barcelona, el 1862. Abans d'executar aquesta obra, l'artista va tenir l'oportunitat d'anar al Marroc l'any 1860, influenciant la creació d'aquesta pintura en els recursos utilitzats, com la temàtica, els colors, la llum, etc.

## Técnica artística
Quant a la superficialitat de la pintura, es pot veure representada en primer pla una dona, que és una esclava, nua amb el cabell negre i llarg, la qual està reclinada sobre un llençol blanc. Al fons es pot observar que hi ha un home tocant un instrument anomenat llaüt i al seu costat una pipa, clarament són objectes provinents del món oriental. Quant a la seva il·luminació, es pot observar el joc de llums que es fa, ja que, la dona està amb bastant llum on es potencia la seva sensualitat i l'home del fons, en canvi, representat amb molta foscor. Per altra banda, es pot veure amb nitidesa aquesta influència àrab amb l'escena representada, els tocs de llum, i a més, pels objectes que hi ha, com la pipa, la tassa de te, etc.
En aquesta pintura es veu clarament el gust de l'artista pel món. A més, cal destacar la semblança de la composició amb La Venus d'Urbino de Ticià, l'Olimpia de Manet, La Maja desnuda de Goya o la Gran Odalisca de Ingrès.

## Estil
L'orientalisme va ser un estil molt rellevant entre els romàntics en la pintura europea durant els segles XIX i XX, ja que, per a ells era un tema molt exòtic, lluny de la seva realitat. En aquest estil es representa aspectes del món oriental com la vida quotidiana, batalles i harems, entre d'altres, però la majoria són imaginatives degut a que moltes pintures van ser realitzades per pintors que no tenien els coneixements infundats directament per aquesta cultura.
A Espanya, el Marroc és el tema que està més present en les pintures del segle xix, degut al conflicte bèl·lic de la Guerra d'Àfrica (1859-1860) i pel seu passat àrab amb al-Àndalus. Però les representacions del Marroc, després del conflicte bèl·lic, no eren totes positives, ja que, molts representaven al Marroc com l'enemic incivilitzat. Amb tot plegat van sorgir noves visions del món marroquí. Entre els artistes que no buscaven connotacions negatives hi trobem Fortuny, qui es va veure fascinat pel món marroquí, fent representacions d'escenes costumistes i intimes, en les quals aportava la seva tècnica de lluminositat. A diferència de molts artistes, Fortuny no va mostrar al marroquí com a un enemic en les seves representacions, tot i que en algunes de les obres mostrava escenes de batalles amb violència, com per exemple, La batalla de Tetúan i la Batalla de Wad-Ras.
També a Espanya ens trobem amb visions diferents: per una banda, els pintors que viatgen al Marroc i descriuen la realitat que veuen, i, per altra banda, la visió sensual i exòtica en la qual es veuen dones tocant instruments de música per als homes. Una altra temàtica, també molt famosa, són les representacions d'odalisques, tema inaugurat pels pintors Ingrés i Delacroix. Les representacions de les odalisques són imaginàries, ja que, en els harems no poden entrar persones de fora del nucli familiar. Així doncs, l'odalisca es va convertir en un tema molt habitual en els corrents artístics europeus, les quals estaven representades en un ambient oriental, reclinades i nues generalment, acompanyades d'instruments musicals.
Quant a la pintura orientalista de Fortuny, es pot dir que està dedicada als costums, la vida quotidiana, etc. Però tot i haver viatjat al Marroc, la seva obra se sent en part imaginativa degut a la seva influència. En la seva odalisca, pintada en Roma l'any 1861, es pot veure una notable influència d'Ingres. Darrere de Fortuny, altres pintors es van dedicar a la realització d'odalisques, com Juan Martinez Pozo o Mariano Baquero.

## Altres odalisques
En l'orientalisme, molt abordat en el segle xix en les pintures occidentals, es van començar a representar les Odalisques, dones esclaves, com a part de la vida oriental. El terme odalisca ve del turc uadahlik, que significa criada de casa. Per als occidentals era una cosa exòtica i això els va aportar aquesta curiositat pel món oriental. No era una curiositat o fascinació massa positiva, ja que, es considerava com a éssers inferiors i salvatges. La representació de la dona àrab, a través de l'odalisca en la pintura, generalment era representada nua. Si comparem les representacions que feien els artistes del segle xix de dones occidentals amb les orientals, es veu clarament la diferencia. Les occidentals no estan representades nues, sinó amb indumentària, i, en canvi, les orientals estan exposant el seu cos en harems. Totes aquestes pintures del segle xix donaven una imatge errònia de la dona àrab, tant pels costums com per la seva aparença física. Mitjançant aquestes imatges es qüestionen moltes coses, per exemple, si l'artista va aconseguir veure una dona àrab i la va imaginar o si potser va utilitzar com a model una dona occidental, ja que, el rostre tenia fesomia occidental.
Així doncs, totes aquestes representacions d'odalisques en harems és probable que siguin fantasies del mateix pintor, ja que, desconeix el que es fa en els harems per fet de ser espais només reservats per familiars. A més, els artistes desconeixien els serveis reals que feien les odalisques, ja que, estar reclinades a l'espera d'un home no era l'única acció que feien. La realitat de la dona àrab no té res a veure amb allò que hi ha representat mitjançant les pintures.

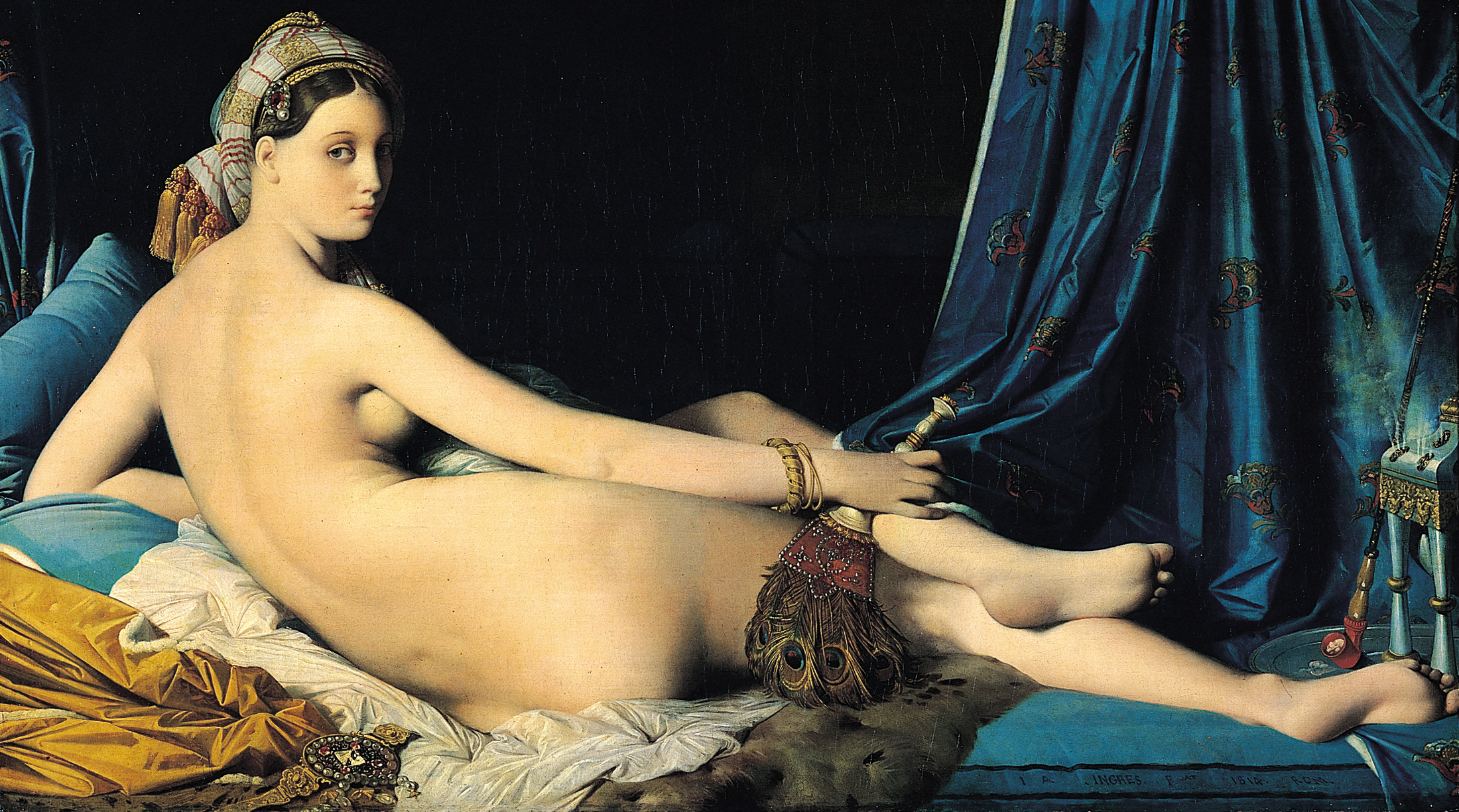
Jean Auguste Dominque Ingres, La gran Odalisca

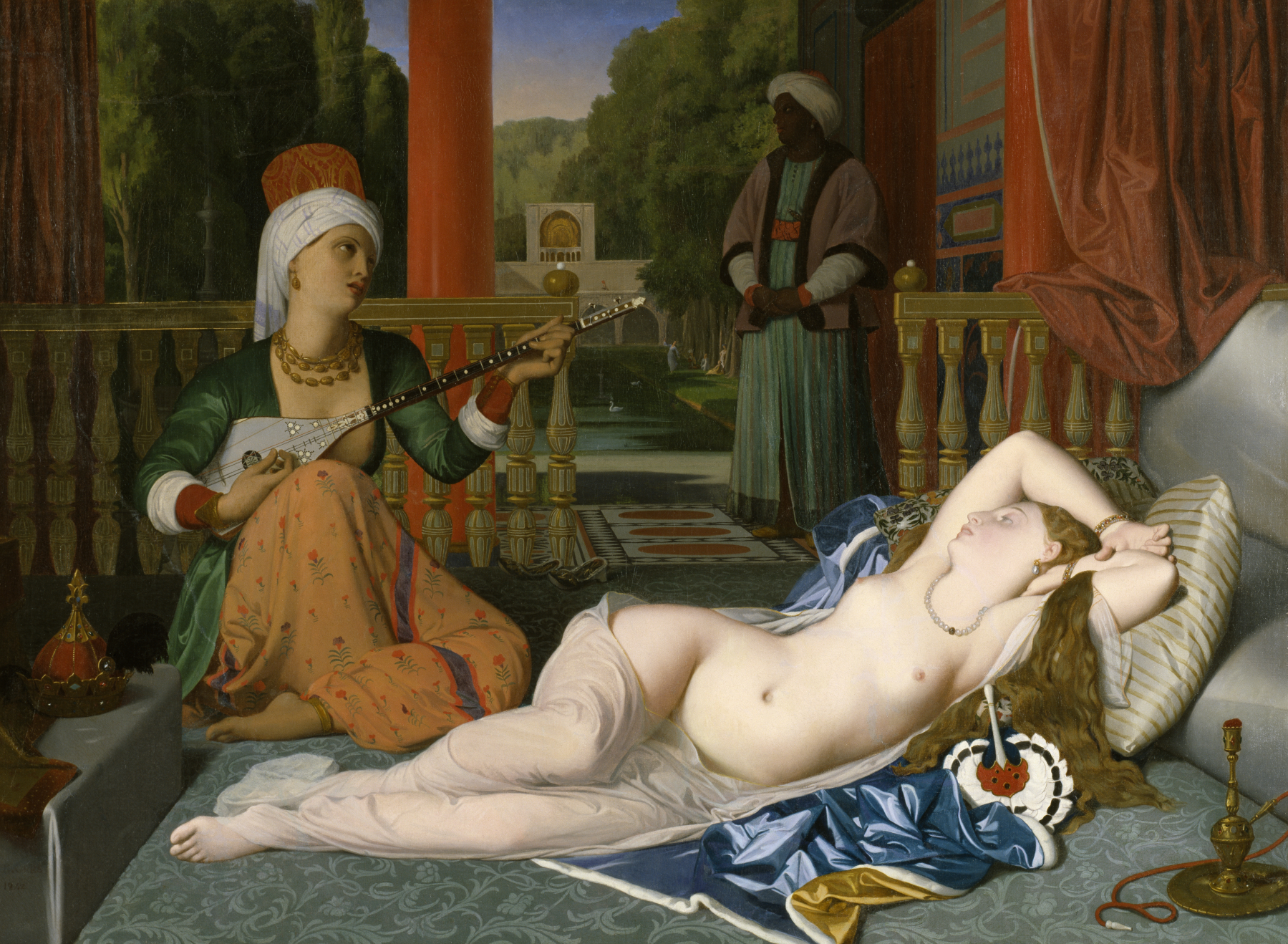
Jean Paul Flandrin, Odalisca i esclava.